# Pipistrellus endoi
Pipistrellus endoi — вид роду нетопирів.

## Середовище проживання
Країни поширення: Японія. Зустрічається від 100 м до 1500 м над рівнем моря. Полюбляє в першу чергу зрілі листяні ліси, і лаштує сідала в дуплах дерев.

## Загрози та охорона
Знищення первинних низинних лісів є загрозою для виду. Він присутній в охоронних районах.